# Апеляційний суд Сумської області
Апеляційний суд Сумської області — колишній загальний суд апеляційної (другої) інстанції, розташований у місті Сумах, юрисдикція якого поширювалася на Сумську область.
Суд здійснював правосуддя до початку роботи Сумського апеляційного суду, що відбулося 14 грудня 2018 року.

## Керівництво
Голова суду — Литовченко Наталія Олексіївна
 Заступник голови суду — Матус Валерій Вячеславович
 Заступник голови суду — Хвостик Сергій Григорович
 Керівник апарату — Торгачова Людмила Василівна.

## Показники діяльності у 2015 році
У І півріччі 2015 року на розгляді перебувало 1418 цивільних справ, з яких 1247 надійшло у цьому періоді. Розглянуто 1226 справ (86,5 %). Середньомісячне навантаження цивільних справ на одного суддю — 11,4. Скасовано і змінено 402 судових рішення (36,9 %).
У І півріччі 2015 року на розгляді перебувало 2255 кримінальних справ та матеріалів про адміністративні правопорушення, закінчено провадженням 2160 справ і матеріалів.
Середня кількість розглянутих справ на одного суддю:
- І півріччя 2015 — 57
- ІІ півріччя 2015 — 59,5[8].